# Banning
Banning és una població dels Estats Units a l'estat de Califòrnia. Segons el cens del 2000 tenia 23.562 habitants.

## Demografia
Segons el cens del 2000, Banning tenia 23.562 habitants, 8.923 habitatges, i 6.237 famílies. La densitat de població era de 394,7 habitants/km².
Dels 8.923 habitatges en un 26,3% hi vivien nens de menys de 18 anys, en un 53,2% hi vivien parelles casades, en un 12,5% dones solteres, i en un 30,1% no eren unitats familiars. En el 25,8% dels habitatges hi vivien persones soles el 16,1% de les quals corresponia a persones de 65 anys o més que vivien soles. El nombre mitjà de persones vivint en cada habitatge era de 2,6 i el nombre mitjà de persones que vivien en cada família era de 3,11.
Per edats la població es repartia de la següent manera: un 26,4% tenia menys de 18 anys, un 7,4% entre 18 i 24, un 20,9% entre 25 i 44, un 18,4% de 45 a 60 i un 26,8% 65 anys o més.
L'edat mediana era de 41 anys. Per cada 100 dones de 18 o més anys hi havia 86,7 homes.
La renda mediana per habitatge era de 32.076 $ i la renda mediana per família de 38.995 $. Els homes tenien una renda mediana de 31.300 $ mentre que les dones 20.794 $. La renda per capita de la població era de 16.231 $. Entorn del 14,8% de les famílies i el 19,9% de la població estaven per davall del llindar de pobresa.

## Poblacions més properes
El següent diagrama mostra les poblacions més properes.